# Индийска лилава жаба
Индийската лилава жаба (Nasikabatrachus sahyadrensis) е вид земноводно от семейство Sooglossidae, единствен представител на род Лилави жаби (Nasikabatrachus). Видът е застрашен от изчезване.

## Разпространение и местообитание
Видът е разпространен в Западни Гхати.